# Цивилизация Ляо
Цивилизация Ляо - совокупность древних китайских цивилизаций, зародившиеся и проживавшие в районе бассейна реки Ляохэ. Считается, что она появилась около 6200 года до н.э.

## Открытие
Цивилизацию Ляо открыл японский археолог и этнограф Рюдзо Тории в 1908 году, когда он открыл культуру Хуншань (составную культуру данной цивилизации).

## Культура
Среди находок, принадлежащих к цивилизации Ляо, были найдены землянки, могилы и храмы с различными алтарями. Исходя из развития цивилизации Ляо, есть мнение, что она была целой "страной" доисторической эпохи. Среди остатков культуры Хуншань была найдена модель фэншуя, у культуры Синлунва - шаровые изделия из нефрита. Цивилизации Ляо принадлежит самая древняя обнаруженная ямочно-гребенчатая посуда.
Цивилизация Ляо являлась современником цивилизации Хуанхэ и цивилизации Янцзы. 
Основной зерновой культурой, которая выращивала цивилизация, было просо. Основными домашними животными были свиньи и собаки.

## Окружающая среда
Считалось, что регион, где жила цивилизация Ляо, был пустыней в течение последнего миллиона лет. Однако исследование 2015 года показало, что когда-то в этом регионе были богатые водные ресурсы, глубокие озера и леса, существовавшие от 12 000 до 4 000 лет назад. Он превратился в пустыню в результате изменения климата,  которое началось примерно 4200 лет назад. Таким образом, люди культуры Хуншань, возможно, эмигрировали к Желтой реке на юге примерно 4000 лет назад и позже оказали влияние на китайскую культуру.

## Люди
Наиболее древние популяции долины реки Западный Ляо демонстрировали высокую частоту гаплогруппы N-M231. Исследование Yinqiu Cui et al., проведенное в 2013 году, показало, что 63% образцов из различных археологических памятников Хуншаня принадлежали к субкладу N1 (xN1a, N1c) отцовской гаплогруппы N-M231 и подсчитало, что N была преобладающей гаплогруппой в регионе в период неолита на уровне 89%, причем ее доля постепенно снижалась с течением времени. Сегодня эта гаплогруппа наиболее распространена в Финляндии, Прибалтике и среди северных сибирских этносов, таких как якуты. Индивиды цивилизации Ляо были разделены на пять различных y-субгаплогрупп с использованием диагностических однонуклеотидных полиморфизмов, а именно N1 (xN1a, N1c), N1c, C/C3e, O3a (O3a3) и O3a3c. Древние образцы стоянки Цзингоуцзы, расположенной к северо-западу от цивилизации Ляо, были отнесены к гаплогруппе С-М217. Северные кочевники из Цзингоуцзы могли войти в долину реки Западная Ляо, но эти люди Цзингоуцзы (тесно связанные с Сяньбэем и Ороченом) культурно и генетически отличались от первоначальных жителей долины реки Западная Ляо, которые несли характерную гаплогруппу N-M231. Считается, что гаплогруппа O-M122, наблюдавшаяся у особей Ляо, распространилась на цивилизацию Ляо из цивилизации Желтой реки на юго-западе. Эта линия чаще всего ассоциируется с носителями китайско-тибетских языков (таких как ханьских китайцев). Однако его частота начала расти только в Бронзовом веке, и древнее население реки Ляо отличалось от населения Желтой реки. Это означает, что цивилизация Ляо была занята разнообразной последовательностью человеческих культур, которые первоначально отличались как от земледельческого населения Желтой реки, так и от кочевников Евразийской степи.
Формирование и развитие населения культуры нижнего слоя Сяцзядяня, вероятно, было сложным процессом, вызванным смешением этнически различных народов. Низшая Сяцзядская культура Западной реки Ляо включала людей, несущих гаплогруппы из Северной Азии, но существовали генетические свидетельства миграции земледельцев проса с центральных равнин (Чжунъюань). Климат Западной долины реки Ляо был теплее в начале раннего бронзового века, что может быть одной из движущих сил миграции земледельческого населения центральных равнин на север. Археологические исследования показали, что расписные гончарные изделия Нижнего Сяцзядяня находились под влиянием культуры Эрлитоу. Жители стоянки Дадяньци во Внутренней Монголии получили гаплогруппу O3 от иммигрантов с центральных равнин, и был идентифицирован Нижнесяцзядский индивид, обладающий как материнской линией D4, так и отцовской линией O3-M122. Из-за похолодания климата часть населения нижней культуры Сяцзядянь мигрировала на юг и оказала влияние на центральные равнины. Среди Иньских руин были обнаружены реликвии династии Шан, артефакты с Северным культурным влиянием.
Верхнесяцзядская культура и земледельцы Западного Ляо бронзового века (WLR_BA) могут быть смоделированы как происходящие от амурских охотников-собирателей и земледельцев Желтой реки. Эта конкретная родословная предков была связана с Протокорейцами и Верхнесяцзядской культурой. Они демонстрировали в основном субклады отцовских гаплогрупп O и C, с меньшим меньшинством N.

## Список культур
- Культура Сяохэси (9000 до н.э. - 8500 до н.э.)
- Культура Синлувна (8200 до н.э. - 7400 до н.э.)
- Культура Чжаобаогоу (7500 до н.э. - 6500 до н.э.)
- Культура Фухэ (7200 до н.э. - 7000 до н.э.)
- Культура Хуншань (6500 до н.э. - 5000 до н.э.)
- Культура Сяохэянь[англ.] (5000 до н.э. - 4000 до н.э.)
- Культура нижнего слоя Сяцзядянь (4000 до н.э. - 3200 до н.э.)
- Культура верхнего слоя Сяцзядянь (3200 до н.э. - 2600 до н.э.)